# صموئيل شمعون
صموئيل شمعون (بالإنجليزية: Samuel Shimon)‏ (و. 1956 م) هو صحفي و كاتب عراقي.
من آثاره: «عراقي في باريس» - 2005 م.